# Chimaphila monticola
Chimaphila monticola (kineski 川西喜冬草, chuan xi xi dong cao), jedna od pet priznatih vrsta u rodu zelenčića, porodica vrjesovki. Kineski je endem iz Sichuana, dok jedna podvrsta raste na Tajvanu.
Ova vrsta zelenića raste po djevičanskim šumama bogatim mahovinom na nadmorskim visinama od 2600 - 3000 metara. Naraste do 15 cm visine

## Podvrste
- Chimaphila monticola subsp. monticola
- Chimaphila monticola subsp. taiwaniana (Masam.) H. Takahashi